# Judo-Grand-Slam-Turnier in Taschkent
Das Grand-Slam-Turnier in Taschkent ist ein Judo-Turnier in Taschkent. Es fand 2021 zum ersten Mal statt. 2022 war Taschkent Austragungsort der Weltmeisterschaften, das Grand-Slam-Turnier in Taschkent fiel deshalb aus.

## Vorgeschichte
Von 2013 bis 2019 fand in Taschkent ein Grand-Prix-Turnier statt.  Nachdem wegen der COVID-19-Pandemie mehrere Judo-Grand-Slam-Turniere nicht ausgetragen wurden, wertete die International Judo Federation das Turnier in Taschkent zum Grand-Slam-Turnier auf.

## Siegerliste des Turniers 2021
Das erste Grand-Slam-Turnier in Taschkent fand vom 5. bis zum 7. März 2021 statt.  Es waren 497 Judoka aus 71 Ländern gemeldet. Wegen der Pandemie waren in der Ausschreibung besondere Regeln zu Testergebnissen verlangt. Die Veranstaltung wurde zeitversetzt von Eurosport gezeigt. Sie fand vor Publikum statt.
| Gewichtsklasse     | Männer                      | Land     | Frauen                 | Land     |
| ------------------ | --------------------------- | -------- | ---------------------- | -------- |
| Superleichtgewicht | Ryūju Nagayama              | Japan    | Mönchbatyn Urantsetseg | Mongolei |
| Halbleichtgewicht  | An Ba-ul                    | Südkorea | Uta Abe                | Japan    |
| Leichtgewicht      | Tsend-Otschiryn Tsogtbaatar | Mongolei | Momo Tamaoki           | Japan    |
| Halbmittelgewicht  | Christian Parlati           | Italien  | Miku Tashiro           | Japan    |
| Mittelgewicht      | Kenta Nagasawa              | Japan    | Chizuru Arai           | Japan    |
| Halbschwergewicht  | Toma Nikiforov              | Belgien  | Mami Umeki             | Japan    |
| Schwergewicht      | Kokoro Kageura              | Japan    | Akira Sone             | Japan    |

## Siegerliste des Turniers 2023
Das zweite Grand-Slam-Turnier in Taschkent fand vom 3. bis zum 5. März 2023 statt.
| Gewichtsklasse     | Männer              | Land          | Frauen            | Land        |
| ------------------ | ------------------- | ------------- | ----------------- | ----------- |
| Superleichtgewicht | Kim Won-jin         | Südkorea      | Andrea Stojadinov | Serbien     |
| Halbleichtgewicht  | Nurali Emomali      | Tadschikistan | Mascha Ballhaus   | Deutschland |
| Leichtgewicht      | Murodjon Yuldoshev  | Usbekistan    | Momo Tamaoki      | Japan       |
| Halbmittelgewicht  | Attila Ungvari      | Ungarn        | Megumi Horikawa   | Japan       |
| Mittelgewicht      | Davlat Bobonov      | Usbekistan    | Michaela Polleres | Österreich  |
| Halbschwergewicht  | Warlam Liparteliani | Georgien      | Rika Takayama     | Japan       |
| Schwergewicht      | Alisher Yusupov     | Usbekistan    | Tomita Wakaba     | Japan       |

## Siegerliste des Turniers 2024
Das dritte Grand-Slam-Turnier in Taschkent fand vom 1. bis zum 3. März 2024 statt.
| Gewichtsklasse     | Männer                | Land          | Frauen              | Land        |
| ------------------ | --------------------- | ------------- | ------------------- | ----------- |
| Superleichtgewicht | Doston Ruziev         | Usbekistan    | Sabina Giliazowa    | Russland    |
| Halbleichtgewicht  | Nurali Emomali        | Tadschikistan | Amandine Buchard    | Frankreich  |
| Leichtgewicht      | Manuel Lombardo       | Italien       | Priscilla Gneto     | Frankreich  |
| Halbmittelgewicht  | Matthias Casse        | Belgien       | Clarisse Agbegnenou | Frankreich  |
| Mittelgewicht      | Theodoros Tselidis    | Griechenland  | Miriam Butkereit    | Deutschland |
| Halbschwergewicht  | Muzaffarbek Turoboyev | Usbekistan    | Rika Takayama       | Japan       |
| Schwergewicht      | Hyōga Ōta             | Japan         | Su Xin              | VR China    |

## Siegerliste des Turniers 2025
Das vierte Grand-Slam-Turnier in Taschkent fand vom 28. Februar bis zum 2. März 2025 statt. Die russischen Judoka traten offiziell nicht als Russen, sondern als unabhängige Athleten an.
| Gewichtsklasse     | Männer                | Land       | Frauen           | Land     |
| ------------------ | --------------------- | ---------- | ---------------- | -------- |
| Superleichtgewicht | Ayub Bliev            | Russland   | Kano Miyaki      | Japan    |
| Halbleichtgewicht  | Ramazan Abdulaev      | Russland   | Nanako Tsubine   | Japan    |
| Leichtgewicht      | Karen Galstjan        | Russland   | Akari Omori      | Japan    |
| Halbmittelgewicht  | Timur Arbuzov         | Russland   | Kirari Yamaguchi | Japan    |
| Mittelgewicht      | Shakhzodxuja Sharipov | Usbekistan | Rin Maeda        | Japan    |
| Halbschwergewicht  | Matwej Kanikowski     | Russland   | Ma Zhenzhao      | VR China |
| Schwergewicht      | Denis Batchaev        | Russland   | Niu Xinran       | VR China |